# Dioscorea sterilis
Dioscorea sterilis là một loài thực vật có hoa trong họ Dioscoreaceae. Loài này được O.Weber & Wilkin mô tả khoa học đầu tiên năm 2005.